# Abborrtjärnen (Bjurholms socken, Ångermanland, 708884-165929)
Abborrtjärnen är en sjö i Bjurholms kommun i Ångermanland och ingår i Leduåns huvudavrinningsområde. Sjöns area är 0,033 kvadratkilometer och den är belägen 270 meter över havet.